# دك ولف
ريتشارد أ. ولف (بالإنجليزية: Dick Wolf) ، المعروف باسم دك ولف (ولد في 20 ديسمبر 1946 في نيويورك). هو منتج للعديد من المسلسلات التلفزيونية الأمريكية المشهورة منها قانون ونظام ومشتقاتها.

## روابط خارجية
- دك ولف على موقع IMDb (الإنجليزية)
- دك ولف على موقع ألو سيني (الفرنسية)
- دك ولف على موقع أول موفي (الإنجليزية)
- دك ولف على موقع قاعدة بيانات الأفلام السويدية (السويدية)
- دك ولف على موقع إن إن دي بي (الإنجليزية)
- دك ولف على موقع ديسكوغز (الإنجليزية)
- دك ولف على موقع قاعدة بيانات الفيلم (الإنجليزية)
- دك ولف على موقع كينوبويسك (الروسية)